# Salka unicera
Salka unicera är en insektsart som beskrevs av Irena Dworakowska 2006. Salka unicera ingår i släktet Salka och familjen dvärgstritar. Inga underarter finns listade i Catalogue of Life.